# جرس الحرية

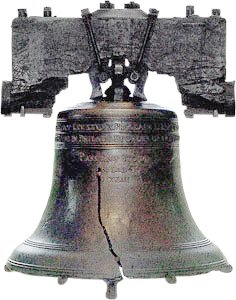
جرس الحرية

ناقوس الحرية أو جرس الحرية (بالإنجليزية: Liberty Bell)‏ هو جرس يوجد في مدينة فيلادلفيا بولاية بنسلفانيا في الولايات المتحدة. يعتبر جرس الحرية رمزاٌ للثورة الأمريكية. لقد أصبح الجرس ذو أهمية تاريخية بتاريخ 8 يوليو 1776 عندما دقت أجراسه وقت قراءة إعلان استقلال الولايات المتحدة. وفي وقت سابق، في عام 1774، دق الجرس للإعلان عن افتتاح المؤتمر القاري الأول في 1775 وإعلان النتائج من معركة لكسينغتون وكونكورد. في 1837 أصبح جرس الحرية رمزاً للتخلص من العبودية في الولايات المتحدة.